# Morey Gare
Morrison „Morey” Gare (Nelson, Brit Columbia, 1962. augusztus 28. –) kanadai jégkorongozó, edző.

## Pályafutása
Komolyabb junior karrierjét a BJCHL-es Penticton Knightsban kezdte 1979-ben. 1981-ig volt a csapat tagja. 1980-ban megnyerték a Mowat-kupát, amit a liga rájátszásának bajnoka nyer el. Az 1980-as NHL-drafton a New York Islanders választotta ki a 8. kör 164. helyén. A National Hockey League-ben sosem játszott. 1981-től 1985-ig egyetemre járt, a Northern Michigan University-re, ahol játszott az egyetemi csapatban is és csapatkapitánnyá is kinevezték három szezonon keresztül. Diplomázás után egy évet szüneteltette a pályafutását, majd 1986–1987-ben 38 mérkőzésre visszatért az IHL-be, a Kalamazoo Wings csapatába. Utána, mint játékos felhagyott a jégkoronggal. 1989-től 1996-ig a volt egyetemi csapatának a másodedzője volt. 1991-ben országos bajnokok lettek. Az egyetemi csapat után rövid ideig junior ligákban volt edző majd 1998 és 2001 között az American Hockey League-es Hamilton Bulldogs másodedzője volt. 2001 óta az Edmonton Oilers alkalmazottja. 2008-ig mint játékosmegfigyelő, azóta pedig a játékosmegfigyelő osztálynak a vezetője.